# Aïn Erreggada
Aïn Erreggada (arabiska: عين الركادة) är en stad i Marocko. Den ligger i provinsen Berkane och regionen Oriental, 400 km öster om huvudstaden Rabat. Antalet invånare var 2 694 vid folkräkningen 2014.